# Schönau (Ralbitz-Rosenthal)

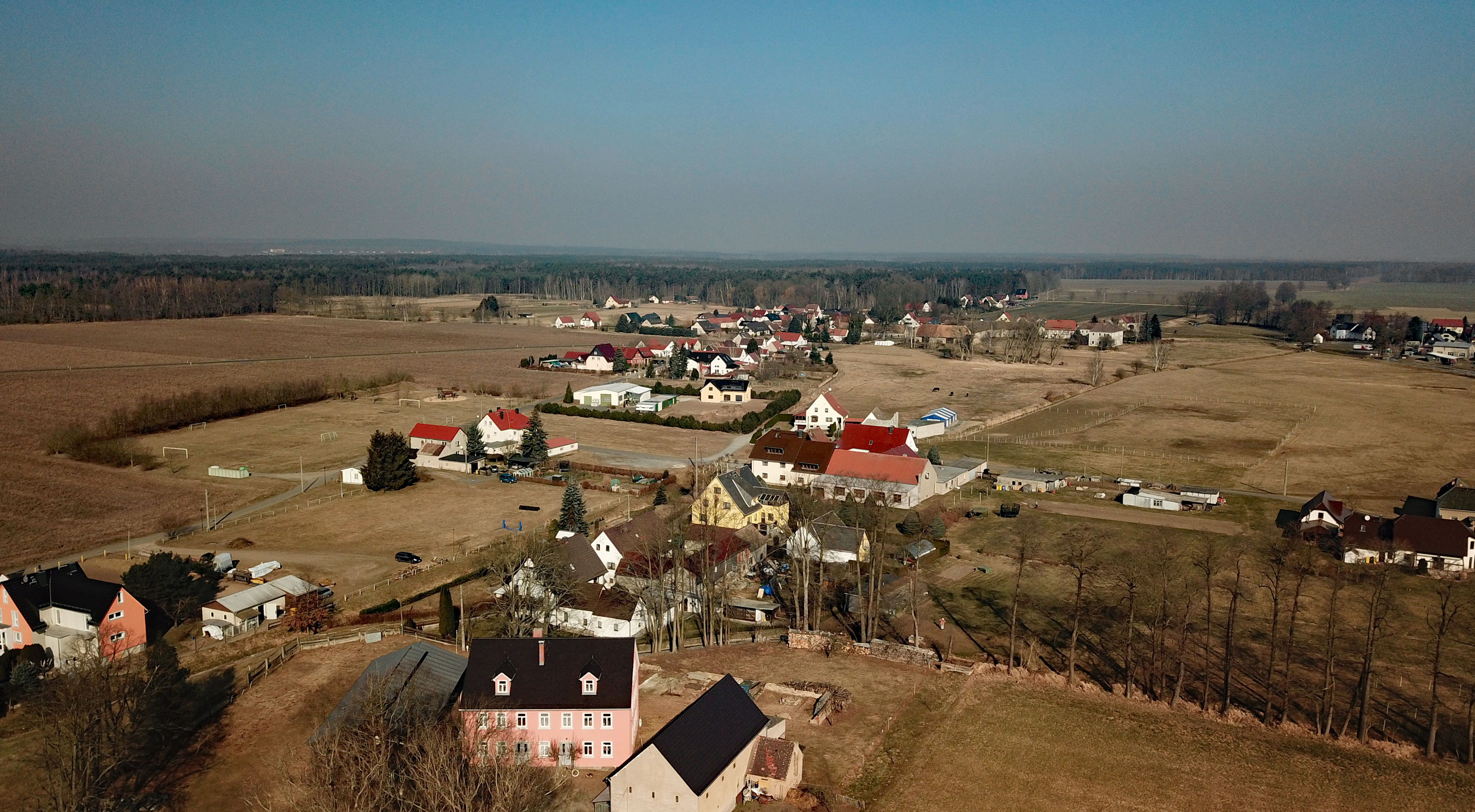
Luftbild

Schönau, obersorbisch Šunowⓘ, ist ein Dorf im Norden des ostsächsischen Landkreises Bautzen, das seit 1994 zur Gemeinde Ralbitz-Rosenthal gehört. Es ist mit etwa 270 Einwohnern der drittgrößte Ortsteil der Gemeinde und zählt zum Kernsiedlungsgebiet der Sorben. Der größte Teil der Bevölkerung spricht Sorbisch als Muttersprache.
Der Ortsname stammt entweder vom slawischen šuma für „Wald“ oder wurde – für die Region eher unüblich – von der deutschen Bezeichnung für die „schöne Flussniederung“ des Klosterwassers abgeleitet.

## Geografie
Der Ort befindet sich 2,8 Kilometer nordwestlich des Gemeindezentrums Ralbitz auf 136 Metern ü. NN auf der linken Seite des Klosterwassers, welches aus Panschwitz-Kuckau kommend hier das sogenannte „Niederland“ (Delany) durchfließt. Die Nachbarorte sind Sollschwitz im Norden, Cunnewitz im Osten auf der anderen Seite des Klosterwassers sowie Laske und Schmerlitz im Süden. Die nächsten Städte sind das sieben Kilometer nördlich gelegene Wittichenau und die Große Kreisstadt Kamenz, die sich elf Kilometer in südwestlicher Richtung befindet. Südlich von Schönau findet sich mit dem geschützten Lasker Auenwald der letzte naturbelassene Abschnitt der Klosterwasseraue.
Nach der Siedlungsanlage ist Schönau ein Straßendorf mit Gassendorf- und Rundweiler-Anteil. Der alte Gutshof befindet sich nahe der Ortsmitte an der Straße nach Cunnewitz.
Während die östliche Umgebung von Schönau – die Flussaue – landwirtschaftlich genutzt wird, erstrecken sich in westlicher Richtung ausgedehnte Waldgebiete. Dort befinden sich außerdem mehrere Fischteiche und der Ziegeleiberg, die mit 165 m ü. NN höchste Erhebung in der näheren Umgebung des Ortes. Die Teiche reichten bis ins 20. Jahrhundert noch bis nach Schönau hinein.

## Geschichte

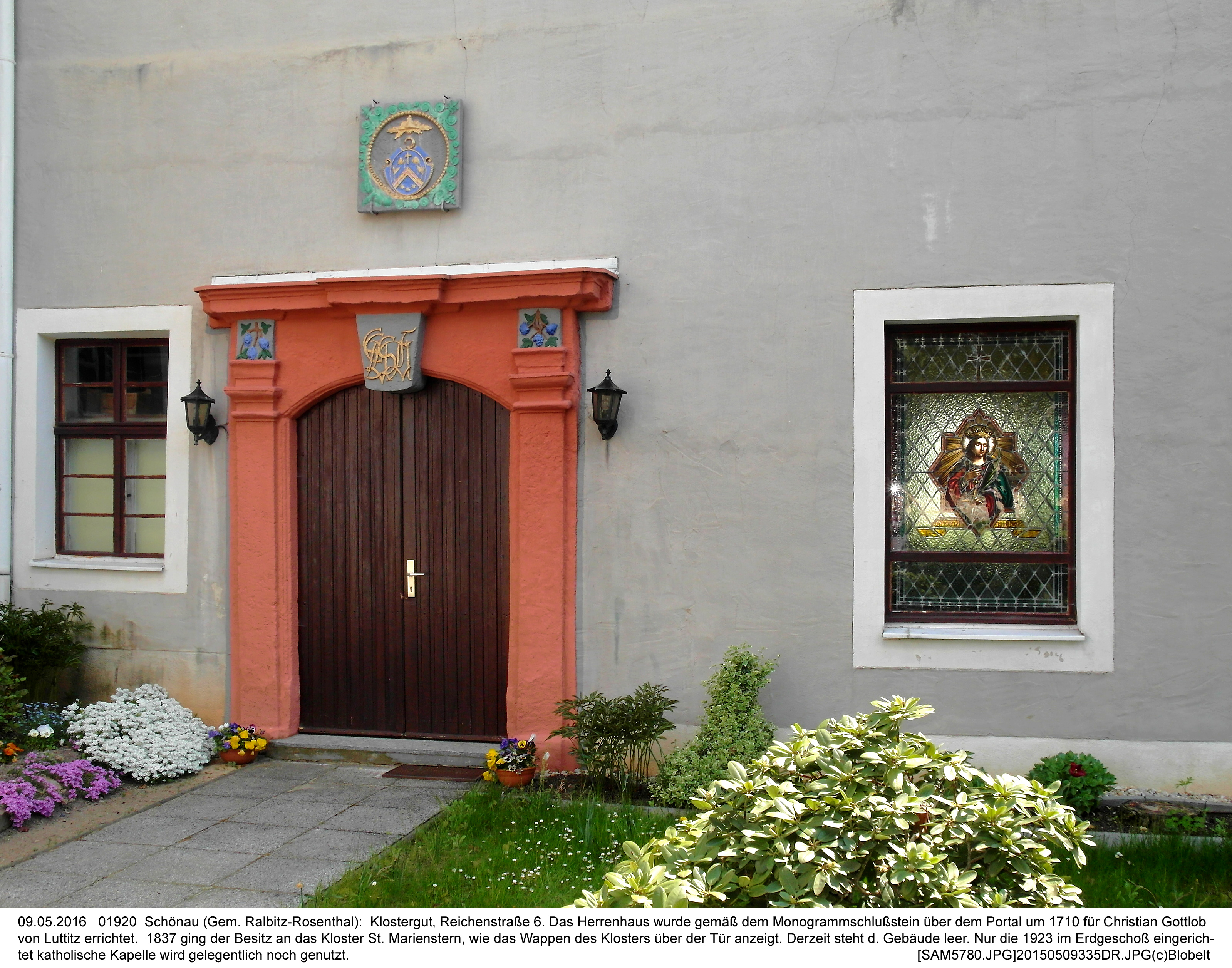
Klostergut Schönau, Herrenhaus

Namentlich wurde die Siedlung erstmals im 14. Jahrhundert als Schzonow erwähnt. Vom 17. bis 19. Jahrhundert hatte das 1667 erstmals erwähnte hiesige Rittergut die Grundherrschaft über nahezu die gesamte Gemarkung inne. 1837 kaufte das Kloster St. Marienstern das Gut und seine Ländereien.
Nach dem Wiener Kongress von 1815 verlief bis 1945 die Landesgrenze zwischen den Königreichen Sachsen und Preußen etwa einen Kilometer nördlich von Schönau. Während Schönau Teil der sächsischen Oberlausitz blieb, lag das benachbarte und ebenfalls überwiegend sorbische Sollschwitz bereits in der Provinz Schlesien.
Bis 1974 war Schönau eine eigenständige Landgemeinde mit dem Einzelgehöft Neuschmerlitz als Ortsteil. Dann wurde es zunächst nach Ralbitz und 1994 in die neu geschaffene Gemeinde Ralbitz-Rosenthal eingegliedert.

## Bevölkerung

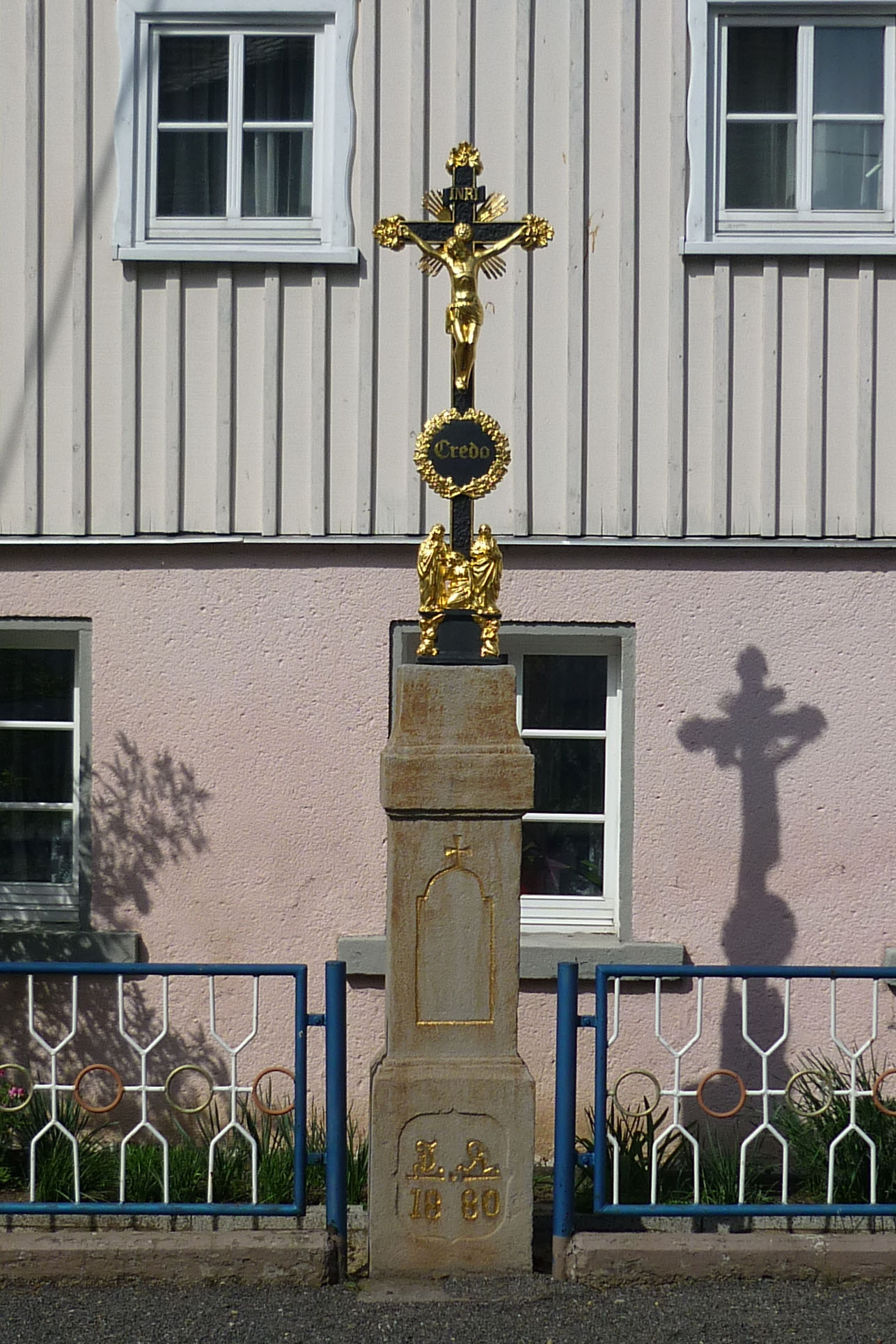
Wegkreuz in Schönau

Für seine Statistik über die sorbische Bevölkerung in der Oberlausitz ermittelte Arnošt Muka in den achtziger Jahren des 19. Jahrhunderts für den Ort eine Bevölkerungszahl von 247 Einwohnern; davon waren 237 Sorben und zehn Deutsche. Ernst Tschernik zählte 1956 in der Gemeinde Schönau einen sorbischsprachigen Bevölkerungsanteil von 89,6 %.
1890 hatte Schönau 246 Einwohner, genauso viel wie 60 Jahre zuvor. Im Jahre 1997 erreichte die Einwohnerzahl mit 330 ihren Höhepunkt – damals war Schönau kurzzeitig größter Ort in der Gemeinde. Seitdem ist sie um 15 % zurückgegangen.
Die Einwohner sind traditionell fast ausschließlich katholischer Konfession; der Ort war seit alters nach Crostwitz und seit 1716 nach Ralbitz gepfarrt. In der Schönauer Gutskapelle werden außerdem ebenfalls katholische sorbische Gottesdienste gehalten. Der evangelische Anteil gehört zur Kirchgemeinde Schmeckwitz.

## Wirtschaft und Infrastruktur
Schönau befindet sich etwas abseits der gut ausgebauten Staatsstraßen 92 (Crostwitz–A 13) und 101 (Königswartha–A 4). Lokalstraßen verbinden den Ort mit Schmerlitz, Sollschwitz und den Orten der Gemeinde Oßling. Die nächste Anschlussstelle der A 4 (Uhyst am Taucher) ist 16 Kilometer entfernt.
Der Schönauer Gasthof ist der Veranstaltungsort vieler sorbischer Veranstaltungen, u. a. der traditionellen Póstnička des Sorbischen Gymnasiums Bautzen. Im Ort sind zudem etwa 20 weitere kleine Betriebe angemeldet.

## Persönlichkeiten
- Georg Gustav Kubasch (1845–1924), sorbischer Pfarrer, Redakteur und Publizist, geboren in Schönau
- Franc Šěn (* 1950), sorbischer Kulturhistoriker, geboren in Schönau

## Belege
- Schönau im Historischen Ortsverzeichnis von Sachsen

1. ↑  Ernst Eichler/Hans Walther: Ortsnamenbuch der Oberlausitz. Akademie-Verlag, Berlin 1975
2. ↑  Ernst Tschernik: Die Entwicklung der sorbischen Bevölkerung. Akademie-Verlag, Berlin 1954, S. 101.
3. ↑  Ludwig Elle: Sprachenpolitik in der Lausitz. Domowina-Verlag, Bautzen 1995, S. 252.
4. ↑  Angabe auf ralbitz-rosenthal.de